# Urdúliz
Urdúliz (oficialmente en euskera: Urduliz) es una localidad y municipio español de la provincia de Vizcaya, en la comunidad autónoma del País Vasco. Es una anteiglesia de las que conforman la llamada Tierra Llana de Vizcaya sujeta al derecho foral.

## Geografía
Urdúliz es un municipio situado en la comarca Uribe Kosta. Su extensión es de 7,51 km², localizándose en el valle del río Butrón, sobre su orilla izquierda. Estructuralmente la zona se inscribe dentro del denominado Sinclinorio de Vizcaya, cuya dirección oeste-este puede ser apreciada por algunas de las alineaciones montañosas que atraviesan este municipio.
Así, la dirección de los montes que separan este valle del valle de Asúa/Txorierri es una de ellas. Aquí destacan las cumbres de Munarrikolanda (255 m), y Peñas (198 m).
Más al norte se extiende una zona recorrida por la ría de Butrón, a la que van a parar los arroyos Tarigua y Kukatxe.

## Historia
La anteiglesia de Urdúliz pertenecía a la merindad de Uribe. Se regía por un fiel, con voto y asiento, en los Congresos Generales de Guernica. Fue señorío de los Echevarría de Butrón, que construyeron Torre Barri y la iglesia parroquial de Santa María de la que fueron patronos. Santa María fue reedificada en 1770, conservando dos accesos de la iglesia anterior construida en el siglo XVI. Según cuenta el historiador Iturriza, hacia finales del siglo XVIII, estaba servida por tres curas-beneficiados presentados por el Marqués de Valmediano, patrono realengo a quien correspondían la mitad de los diezmos. El resto pertenecía al señor de la casa solar de Echevarría, patrono divisero. 
La ermita de Santa Marina, situada en las peñas del mismo nombre, es un edificio de finales del siglo XV, construido probablemente sobre un antiguo eremitorio. Desde allí se divisa el litoral vizcaíno desde la Punta Lucero hasta el cabo Villano. 
En su fértil vega se cosechaba trigo, maíz, alubias y uva para la elaboración de chacolí. En las zonas altas proliferaba el roble, la encina y el madroño.
A fines del siglo XIX se construyó el castillo de Butrón con material extraído de las canteras de Urdúliz.
Durante los últimos años Urdúliz se ha dotado de nuevos servicios para los ciudadanos como un nuevo campo de fútbol, un nuevo skate-park (bowl), guardería municipal (Haurreskola), nuevas farolas y paseos peatonales. 
En 2009, el Servicio Vasco de Salud (Osakidetza) presentó el proyecto del nuevo Hospital de Urdúliz, que en principio estaba concebido como un hospital satélite del de Cruces, para atender a la población de 17 municipios vizcaínos, principalmente de la comarca de Uribe. Su inauguración se preveía para la primavera de 2013. Posteriormente se modificó el proyecto, concibiéndolo como un hospital independiente, con casi todas las especialidades médicas y quirúrgicas, excepto algunas de tipo terciario. En 2012 el Gobierno Vasco decidió darle al futuro hospital el nombre Alfredo Espinosa, médico y consejero de Sanidad ejecutado en la Guerra Civil. Se pospuso además la fecha prevista de inauguración al segundo semestre de 2014.

## Demografía
Urdúliz cuenta con una población de 5711 habitantes (INE 2024).
| Gráfica de evolución demográfica de Urdúliz entre 1842 y 2021 |
| |
| Población de derecho según los censos de población del INE Población de hecho según los censos de población del INEEn estos censos se denominaba Urdúliz: 1842, 1857, 1860, 1877, 1887, 1897, 1900, 1910, 1920, 1930, 1940, 1950, 1960 y 1970 |

Entre 1900 y 2025, la población de Urdúliz creció significativamente, transformándose de una pequeña aldea rural en una pequeña ciudad en expansión. Con la industrialización de la década de 1950 y su proximidad a Bilbao, el municipio comenzó a atraer nuevos residentes. En las décadas siguientes, la construcción de infraestructuras y servicios aceleró el crecimiento, y en 2025 contaba con más de 5700 habitantes.

### Transporte y comunicaciones
La Estación de Urdúliz es la penúltima / segunda estación de la Línea 1 de Metro Bilbao. Originariamente era una de las estaciones de la línea Bilbao - Plencia de Ferrocarriles Vascos (actual Euskotren). Desde 1994 esta línea se transfirió a Metro Bilbao.

## Cultura
En Urdúliz predomina el dialecto Uribe Kosta, una variante del dialecto vasco occidental. El lingüista Iñaki Gaminde realizó un análisis lingüístico de los dialectos vernáculos de Urdúliz y Gatica en su tesis doctoral de 1992.

## Administración y política
A raíz de un pacto entre la representante de Elkarrekin Podemos y el grupo municipal de EH Bildu la candidata del segundo, Itziar Iratzagorria Iturriaga fue investida alcaldesa de Urdúliz el 17 de junio de 2023.
| Partido político                                                                                | 2023  | 2023  | 2023       | 2019  | 2019  | 2019       | 2015  | 2015  | 2015       | 2011  | 2011  | 2011       | 2007  | 2007  | 2007       |
| Partido político                                                                                | %     | Votos | Concejales | %     | Votos | Concejales | %     | Votos | Concejales | %     | Votos | Concejales | %     | Votos | Concejales |
| Euzko Alderdi Jeltzalea-Partido Nacionalista Vasco (EAJ-PNV)                                    | 40,50 | 1068  | 6          | 46,46 | 1111  | 6          | 49,43 | 1042  | 7          | 42,40 | 831   | 5          | 52,26 | 775   | 6          |
| Euskal Herria Bildu (EH Bildu)-Bildu                                                            | 38,79 | 1023  | 6          | 31,61 | 756   | 4          | 27,70 | 584   | 3          | 36,02 | 706   | 5          | —     | —     | —          |
| Elkarrekin Podemos-Ezker Anitza-IU-Denok Batera-Todos Unidos (DB-TU)-Ezker Batua-Berdeak (EB-B) | 8,38  | 221   | 1          | 11,08 | 265   | 1          | 13,09 | 276   | 1          | 4,85  | 95    | 0          | 7,82  | 116   | 1          |
| Partido Socialista de Euskadi-Euskadiko Ezkerra (PSE-EE PSOE)                                   | 5,61  | 148   | 0          | 6,69  | 160   | 0          | 5,08  | 107   | 0          | 7,50  | 147   | 1          | 12,47 | 185   | 1          |
| Partido Popular del País Vasco (PP)                                                             | 4,36  | 115   | 0          | 2,88  | 69    | 0          | 2,94  | 62    | 0          | 6,07  | 119   | 0          | 7,75  | 115   | 1          |
| Eusko Alkartasuna (EA)                                                                          | —     | —     | —          | —     | —     | —          | —     | —     | —          | —     | —     | —          | 17,60 | 261   | 2          |